# Lill-Furuön (réserve naturelle)
La réserve naturelle de Lill-Furuön (en suédois : Lill-Furuöns naturreservat) est une réserve naturelle autour de l'île de Lill-Furuön dans l’Archipel de Luleå dans le comté de Norrbotten en Suède,,.

## Présentation
La réserve naturelle est protégée depuis 2019, elle est située à 25 kilomètres au Nord-Ouest du centre-ville de Luleå.
La réserve a une superficie de 1,5 kilomètres carrés dont 34 hectares de terres forestières, environ 109 hectares d'eau et 7 hectares d'affleurements..
La réserve comprend la petite ile de Lill-Furuön qui culmine à environ 15 mètres. 
Un affleurement abrupt forme sa partie méridionale d'où l’on peut voir Fjuksön et Stor-Furuön. Des affleurements légèrement arrondis s'élèvent également au nord avec une vue sur Degerö Börstskär et Båtön. 
La réserve a une plage de sable le long de la baie du côté ouest.
Le substrat rocheux est constitué de granite et le type de sol est dominé par la moraine avec des éléments de sédiments gonflés sous forme de champs de gravier et de dunes de sable au nord et au nord-ouest.
Des plages bordent la partie orientale de l'île. La réserve comprend la zone aquatique environnante, y compris quelques petits hauts-fonds à l'est de Lill-Furuön. 
La zone est située dans un environnement changeant où l'élévation des terres ainsi que l'action des glaces et des vagues ont une grande importance pour les environnements terrestres et aquatiques. Les écosystèmes sont fortement interconnectés et les zones peu profondes vont, en raison du soulèvement des terres, sortir de la mer et former de nouvelles terres. Les fondations en blocs, actuellement petites, dans le coin nord-est de la zone, pourraient éventuellement se développer et devenir de bons habitats pour les oiseaux. Un environnement peu profond intéressant se trouve à côté du côté est de Lill-Furuön. Entre le récif et l'île se forme un environnement long et étroit, semblable à un lagon, qui est dans une certaine mesure protégé de l'exposition aux vagues, ce qui est inhabituel pour l'environnement autrement exposé de la zone.

## Flore
Bien que la plupart des arbres n'aient qu'une centaine d'années et soient donc assez jeunes d'un point de vue biologique, la forêt a déjà développé de belles qualités forestières naturelles. 
Les parties dominées par les pins sont plus clairsemées et contiennent plus de bois mort, 
Dans les parties pierreuses, on trouve également des éléments de pins plus âgés et noueux qui ont survécu au dernier incendie.
Certains d’entre eux sont porteurs de la tramète du pin, un champignon du bois qui vit sur des arbres âgés d’environ 200 ans ou plus. Au nord-ouest se trouve une lande de pins en pente sur un sol sablonneux. 
Le Ramalina roesleri pousse sur le tremble dans la partie la plus méridionale de l'île. 
En Suède, l'espèce n'a été trouvée que dans quelques endroits le long de la côte du Norrbotten et du Västerbotten.